# Conradstraat (Rotterdam)
De Conradstraat is een straat in het centrum van Rotterdam direct ten westen van Rotterdam Centraal en tussen het Groothandelsgebouw aan de zuidzijde en de westelijke uitrijsporen van Rotterdam Centraal aan de noordkant.  De straat fungeert als busstation voor interlokale buslijnen en busreizen. In de jaren rond de eeuwwisseling was de Conradstraat ook de locatie van Perron 0.  Conrad was onder meer aanlegger van de spoorweg van Rotterdam naar Den Haag.